# Aconitum volubile
Aconitum volubile là một loài thực vật có hoa trong họ Mao lương. Loài này được Pall. ex Koelle mô tả khoa học đầu tiên năm 1787.